# ألبرت غيرفيه
ألبرت غيرفيه هو سياسي كندي، ولد في 7 فبراير 1922 في Saint-Casimir, Quebec ‏ في كندا، وتوفي في 19 مارس 1989 في مدينة كيبك في كندا. نشط حزبياً في الاتحاد الوطني. وقد انتخب عضو الجمعية الوطنية في كيبك ‏.